# Dones contra vent i marea
Dones contra vent i marea (títol original en anglès, Maiden) és una pel·lícula documental britànica de 2018 escrit i dirigit per Alex Holmes sobre Tracy Edwards i la tripulació del iot de regates oceàniques Maiden que competeixen com a primera tripulació formada exclusivament per dones a la regata Whitbread Round the World 1989-1990. La pel·lícula va ser produïda per Victoria Gregory's New Black Films. S'ha doblat al català pel programa Sense ficció de TV3, que la va estrenar el 15 d'octubre de 2024.
El documental va debutar al Festival Internacional de Cinema de Toronto de 2018 i més tard Sony Pictures Classics el va estrenar a Nova York i Los Angeles el 28 de juny de 2019.